# Micropsitta geelvinkiana
Micropsitta geelvinkiana е вид птица от семейство Psittaculidae. Видът е почти застрашен от изчезване.

## Разпространение
Видът е разпространен в Индонезия.